# Малакова Ірина Магомедівна
Мала́кова Іри́на Магоме́дівна (нар. 30 квітня 1936, Київ) — українська архітекторка-реставраторка, одна з творців музею Михайла Булгакова. Член Національної спілки архітекторів України. Лауреатка Премії імені Леся Танюка "За збереження історичної пам'яті".

## Біографія
Народилася в Києві, дитинство провела в садибі на розі Львівської та Обсерваторної вулиць, що належала її діду, Павлу Івановичу Подборському, та в 1920-х роках була націоналізована і розділена на багато помешкань.
З початком війни батько пішов на фронт. Дід працював бухгалтером, мати працювала надомно у артілі інвалідів. Під час війни родина жила дуже бідно. Мати Ірини була вбита нацистами в жовтні 1942 року.
Впродовж 1942–1943 років разом із бабусею та дідусем жили в містечку Бишів, після визволення Києва повернулися до міста.
Після війни навчалася в школі, по закінченню школи вступила до Київського інженерно-будівельного інституту, який закінчила 1962 року.
В наступне десятиліття працювала архітекторкою в ряді науково-дослідних інститутів: Дніпромісто, Півддіпротрубопровід, КиївЗНДІЕП.
З 1972 року працює в проєктних відділах Укрпроектреставрації. Є авторкою проєктів ряду житлових будинків у Києві, а також реставраторкою понад 50 пам'яток архітектури Києва та інших регіонів України.
Публікується в спеціалізованих та періодичних виданнях, разом із чоловіком, істориком Дмитром Малаковим, бере участь у ряді заходів, присвячених історії Києва.

## Пам'ятки, реставровані Іриною Малаковою
- Національний банк України (1972–1991);
- Особняк Ковалевського в Києві (1973–1974);
- Трапезна церква Софійського монастиря (1974–1979);
- Палацовий комплекс Лопухіних у місті Корсунь-Шевченківський (1974–2009);
- Дальні печери Києво-Печерської Лаври (1975);
- Покровська церква в селі Нові Петрівці (1975–1977);
- Собор Антонія та Феодосія в місті Васильків (1975–1977);
- Палац Воронцова в Сімферополі (1977–1978);
- Московські ворота та вали Київської фортеці (1977–1979);
- Воскресенська церква в Києві (1977–1979);
- Дальні печери (1979);
- Маріїнський палац (1980, у співавторстві);
- Церква Миколи Набережного та дзвіниця (1982–1987);
- корпусів № 2 заповідника «Софія Київська» (1982);
- Національний музей мистецтв імені Богдана та Варвари Ханенків (1982–2008);
- Троїцька церкви Іонинського монастиря (1982–1997);
- вокзал станції Жмеринка (1982–1990);
- Покровська церква на Подолі та дзвіниця церкви (1984–1988);
- садибний будинок у с. Бобрик на Полтавщині (1985–1986);
- колона Магдебурзького права (1985–1988);
- бібліотека ім. Короленка у Харкові (1986);
- корпус № 42 Києво-Печерської Лаври (1986–1989);
- будинок на вул. Хрещатик, 8 (1987–1989);
- Троїцький собор у Сумах (1987–1989, у співавторстві);
- Покровська церква у селі Пархомівка на Київщині (1987–1989);
- палац Можайських у Вороновиці на Вінниччині (1987–2008);
- театр імені Садовського у Вінниці (1988–1989);
- водолікарня в Миргороді (1988–1989);
- Покровська церква в селі Поличинці на Вінниччині (1988–1990);
- Полтавське земство, нині краєзнавчий музей (1989–1995);
- будинок на Андріївському узвозі, 13 (1989–1991);
- канцелярія генерал-губернатора в Києві (1989–1996);
- вокзал станції Могилів-Подільський (1991–1992);
- Одеський національний академічний театр опери та балету (1996–2002, у співавторстві);
- вокзал станції Козятин (1998–2000);
- театр імені Івана Франка в Києві (2001–2009, у співавторстві) та ряду інших пам'яток.

Є авторкою меморіальної дошки Володимиру Липському, встановленої 1975 року на будівлі Президії НАН України.